# Asnières Sports
Asnières Sports est un club omnisports basé dans la ville de Asnières-sur-Seine.

## Sections
- basket-ball - voir articles : section masculine, section féminine
- volley-ball - voir article : Asnières Volley 92